# Abdi Waiss Mouhyadin
Abdi Waiss Mouhyadin (Gibuti, 3 luglio 1996) è un mezzofondista gibutiano. È stato alfiere del Gibuti ai Giochi olimpici estivi di Rio de Janeiro 2016.

## Palmarès
| Anno | Manifestazione                    | Sede           | Evento       | Risultato | Prestazione | Note |
| ---- | --------------------------------- | -------------- | ------------ | --------- | ----------- | ---- |
| 2014 | Mondiali juniores                 | Eugene         | 1500 m piani | Argento   | 3'41"38     |      |
| 2014 | Campionati africani               | Marrakech      | 1500 m piani | Batteria  | 3'57"99     |      |
| 2015 | Campionati arabi                  | Madinat 'Isa   | 1500 m piani | Argento   | 3'46"56     |      |
| 2015 | Mondiali                          | Pechino        | 1500 m piani | Batteria  | 3'46"82     |      |
| 2015 | Giochi panafricani                | Brazzaville    | 1500 m piani | Argento   | 3'45"98     |      |
| 2016 | Giochi olimpici                   | Rio de Janeiro | 1500 m piani | Batteria  | dnf         |      |
| 2017 | Giochi della solidarietà islamica | Baku           | 1500 m piani | Finale    | dns         |      |
| 2019 | Giochi panafricani                | Rabat          | 1500 m piani | Batteria  | 3'44"98     |      |
| 2019 | Mondiali                          | Doha           | 1500 m piani | Batteria  | 3'38"79     |      |
| 2024 | Campionati africani               | Douala         | 5000 m piani | Bronzo    | 13'43"20    |      |
| 2024 | Giochi olimpici                   | Parigi         | 5000 m piani | Batteria  | 14'11"88    |      |